# Distathma afghanator
Distathma afghanator là một loài tò vò trong họ Ichneumonidae.